# Drago Roksandić
Drago Roksandić (Petrinja, 12. siječnja 1948.), hrvatski povjesničar. U dugogodišnjem znanstvenom radu, glavna tema istraživanja mu je povijest Srba u Hrvatskoj. 
Kao mladi povjesničar sa znanstvenim interesom u oblasti povijesti Srba u Hrvatskoj, početkom 1980.-ih godina godina je došao u sukob sa svojim znanstvenim mentorom, akademikom SANU Vasilijem Krestićem -  tada vodećim autoritetom u oblasti povijesti Srba u Ugarskoj i Hrvatskoj i profesorom na Filozofskom fakultetu u Beogradu; Drago Roksandić je tada bio asistent na tom fakultetu. Nakon što je Vasilije Krestić odlučio sredinom 1980-ih godina svoj rad ugraditi u velikosrpski Memorandum SANU i političku eksploataciju tzv. jasenovačkog mita, Drago Roksandić - inače sam Srbin iz Hrvatske - se našao na udaru grupe historičara s Filozofskog fakulteta u Beogradu "predvođenih od profesora Vasilija Krestića, kao eksponenta vrlo tendencioznih sagledavanja povijesti, koji su pokrenuli i organizirali kampanju, dovodeći u pitanje istraživanja Dr. Roksandića i njegov intelektualni integritet. Njihov cilj je bio da liše dr. Roksandića njegovog nastavnog mjesta. S obzirom na to da je dr. Roksandić bio dobro poznat kao protivnik nacionalističkog zloupotrebljavanja povijesti, profesor Krestić i njegova grupa je koncentrirala svoje napade manje na njegovo istraživanje, a više na njegovu navodnu 'nacionalnu nelojalnost'.... Nakon serije manevara, tri sjednice za glasovanje u studenom i prosincu 1989. i pritisaka na članove Fakulteta koji su odbijali suradnju, dr. Roksadnić je naposljetku lišen svojega nastavnog mjesta". U međuvremenu je Roksandić bio svoje doktorske studije započete u Beogradu okončao u Zagrebu, gdje je bio doktorirao 1988. godine Drago Roksandić potom 1990. godine postaje docent na Filozofskom fakultetu u Zagrebu, gdje poslije kao profesor djeluje do umirovljenja 2018. godine. Profesor emeritus postao je 2019. godine.

## Životopis
Drago Roksandić rodio se u Petrinji 1948. godine. Osnovno školovanje stjecao je u Sisku, Čapljini, Mostaru zatim u Zagrebu od šestog razreda. Srednjoškolsku naobrazbu stječe najvećim dijelom na 5. zagrebačkoj gimnaziji. Studij filozofije i sociologije započeo je 1966/67. akademske godine na Filozofskom fakultetu u Zagrebu. Iako studij nije prekidao, nije ga završio zbog radnih obveza u Beogradu od 1969. godine. Akademske godine 1971/72. upisao je studij povijesti na Filozofskom fakultetu Sveučilišta u Beogradu i redovito ga završio 1975. godine s odličnim prosjekom ocjena. Godine 1975. diplomirao je s diplomskim radom Hrvatska u doba Marije Terezije (1740-1780).
Sljedeće akademske godine, 1976/77., upisao je poslijediplomski studij povijesti na istom fakultetu, a 1978. godine izabran je za asistenta-pripravnika na Katedri za povijest naroda Jugoslavije u novom vijeku, također na tom fakultetu. Budući da je njegov magisterij trebao biti iz problematike povijesti Vojne krajine (Senj i Primorska krajine krajem 17. i početkom 18. stoljeća), tijekom 1978/79. školske godine proveo je pet mjeseci na studijskom boravku u Beču. Na Filozofskom je fakultetu u Beogradu magistrirao 1980. godine radom Bune u Senju i Primorskoj krajini 1719. – 1722. godine, a potom je izabran za asistenta na navedenoj katedri. Rad je istovremeno bio prihvaćen za tiskanje u Radovima Instituta za hrvatsku povijest u Zagrebu te objelodanjen u cijelosti. Godine 1980. postao je stalni vanjski suradnik Instituta za hrvatsku povijest.
Budući da je doktorsku disertaciju trebao raditi iz problematike povijesti Hrvatske Vojne krajine pod francuskom vlašću, natjecao se za jednogodišnju francusku stipendiju, koju je i realizirao 1980/81. akademske godine. Disertaciju Vojna Hrvatska - La Croatie militaire. Krajiško društvo u Francuskom Carstvu (1809. – 1813.) završio je 1986. godine, ali je zbog načelnih razloga prekinuo proceduru njezine obrane na Filozofskom fakultetu u Beogradu. Prijavio ju je na Filozofskom fakultetu u Zagrebu, gdje ju je i obranio 1988. godine. Iste je godine stekao zvanje znanstvenog suradnika na istom fakultetu. Disertacija je bila integralno objavljena u dva sveska u nakladi Školske knjige i Stvarnosti 1988. godine.
Godine 1989. bio je isključen iz nastave na Filozofskom fakultetu u Beogradu, a radni odnos je prekinuo 1990. godine. U međuvremenu je boravio kao gost-predavač na Sveučilištu Yale (SAD) te na Filozofskom fakultetu u Zadru. Poslije odlaska iz Beograda natjecao se za mjesto docenta na Katedri za svjetsku povijest novog vijeka (razdoblje 1492. – 1870.) Odsjeka za povijest (Filozofski fakultet Sveučilište u Zagrebu), gdje je i izabran koncem 1990. godine. Makar je u javnosti bilo poznato da je Drago Roksandić došao u Beogradu u sukob sa svojim mentorom akademikom Vasilijem Krestićem oko političkih pitanja - tj. utjecaja srpskog nacionalizma na pisanje o povijesti - njegovom dolasku na Filozofski fakultet u Zagrebu se ipak usprotivio dio tamošnjih predavača, koji su "od mlađih kolega iz Beograda imali drugačije informacije o razlozima sukoba s Krestićem koji navodno nisu bili ideološkog ili političkog značaja".
Godine 1994. u suradnji s prof. dr. sc. Gabrijelom Vidan utemeljio je Hrvatsko-francusku povijesnu radionicu te 1995. godine Hrvatsko-njemačku povijesnu radionicu, koje kao izborni kolegiji i istraživački projekti djeluju i danas. Godine 1995. konstituirao je i Diplomsku radionicu. 
Od 1. listopada 2000. do 2002. bio je pročelnik Odsjeka za povijest i predstojnik Zavoda za hrvatsku povijest.
Svih je ovih godina član Uredništva Biblioteke "Clio Croatica" u "Školskoj knjizi", a početkom 1990. godine, u suradnji s profesorom Igorom Karamanom pokrenuo je biblioteku "Povijest i historija" u "Naprijedu" (sada, "Nakladi Ljevak"), koja i danas djeluje. Godine 1994., u suradnji s "Nakladom Barbat", pokrenuo je biblioteku "Homines, tempora, loci", koja isto tako i sada djeluje. U "Nakladi Barbat" jedan je od inicijatora i suradnika na projektu višesveščane hrvatske povijesti novog vijeka, tj. od 16. stoljeća do danas.
Svih proteklih godina sudjeluje u radu projekta "Temeljni dokumenti hrvatske povijesti", koji vodi prof. dr. sc. Nikša Stančić. Od 1996. odnosno 1997. godine utemeljivač je i jedan od dvojice voditelja međunarodnoga istraživačkog projekta "Triplex Confinium", koji je nastao sveučilišnom suradnjom iz Zagreba, Budimpešte i Beča. Zagrebački istraživački tim redovito održava stručne rasprave, a održane su i tri međunarodne konferencije (Budimpešta 1997., Beč 1998. i Zadar 2000.). 
U svibnju 2001. u sastavu Zavoda za hrvatsku povijest na njegovu je inicijativu utemeljen Centar za komparativnohistorijske i interkulturne studije Zavoda za hrvatsku povijest.
Od srpnja 1991. do lipnja 1992. godine bio je istraživač-gost u Institut für die Wissenschaften vom Menschen u (Beč ). Tamo je boravio više puta i kasnije do 1999. godine kao istraživač-gost na pola godine, mjesec dana i na kratkim boravcima. U četverogodišnjem razdoblju bio je i dopisni član tog instituta kao jedan od utemeljitelja i voditelja dugoročnog istraživačkog projekta "Re-Thinking the Post-War History of Europe". 
Kao gost-predavač počeo je surađivati sa Srednjoeuropskim sveučilištem u Budimpešti, a od 1995. godine na istom je sveučilištu dobio status "recurrent associate visiting professor" na History Department i ta suradnja traje do danas. Svih ovih godina, poslije 1995., radno je sudjelovao u radu velikog broja skupova u Europi, SAD i Aziji.

## Kontroverze
Krajem siječnja i početkom veljače 2021. godine u medije je procurila priča o seksualnom napastovanju neimenovanog profesora s odsjeka za povijest Filozofskog fakulteta u Zagrebu. Nakon početne vijesti o tome da je postojala jedna prijava iz 2018. godine, javile su se još tri bivše studentice iz Zagreba, te jedna studentica iz Srbije. Nekoliko dana kasnije Telegram je objavio da je riječ o profesoru Dragi Roksandiću. Cijeli slučaj našao se u fokusu javnosti kao dio mnogo šire inicijative Nisam tražila tijekom koje su mnogobrojne studentice zagrebačkog sveučilišta počele istupati i podnositi anonimne prijave protiv svojih profesora.
Slučaj Drage Roksandića posebno je kontroverzan jer je matični fakultet zbog spoznaja o prijavi 2018. godine na sjednici Odsjeka blokirao promociju profesora u status emeritusa, nakon čega je rektor Damir Boras na svoju ruku predložio i sproveo u djelo dodjelu počasnog znanja profesoru. Rektor Boras očitovao se o optužbama 1. veljače 2021. godine te se ogradio od optužbi tvrdeći da nije dobio službeni dopis fakulteta, a njegove tvrdnje negira tadašnja dekanica. Priopćenje Sveučilišta sadržavalo je nekoliko navoda koji su ugrozili anonimnost žrtve koja je zlostavljanje prijavila. Prema navodima Telegrama profesor Roksandić se zaključno s 9. veljače 2021. godine nije očitovao o optužbama.

## Znanstveni članci i uredništvo
Od 1982. do 2008. godine objavio je 41 znanstveni članak u časopisima u Hrvatskoj i
svijetu. Objavljivao je u časopisima: Atti. Centro di ricerche storiche - Rovinj/Rovigno (2003.), Povijest u nastavi (2004.), Književna republika (2006.), Historijski zbornik (2007.), Cité. Philosophie, Politique, Histoire (Pariz, 2007.) te Ekonomska i ekohistorija (2008.).
Član je uredništva tri međunarodna časopisa: Austrian History Yearbook ("correspondant";
od 2001.), Balkanologie (Pariz; od 2001.) te Ekonomska i ekohistorija (član Uredništva i
predsjednik Međunarodnog uredničkog vijeća; od 2005.).

## Nagrade i priznanja
- 1976.: Oktobarska nagrada grada Beograda za studentske radove, za diplomski rad Hrvatska u doba Marije Terezije (1740. – 1780.)
- 1984.: Priznanje Skupštine općine Glina od 9. listopada 1984. godine, za doprinos u organizaciji simpozija "Glina 1284. – 1944. – 1984."
- 2005.: Francusko odličje časnika Reda Akademskih palmi (Officier dans l’Ordre des Palmes Académiques), za rad na unaprjeđenju francusko-hrvatskih odnosa na području znanstvene i sveučilišne suradnje.[15]
- 2020.: Nagrada „Ivan Lučić“ za životno djelo koje dodjeljuju Hrvatski nacionalni odbor za povijesne znanosti i Društvo za hrvatsku povjesnicu

## Djela
(nepotpuni popis)
- Vojna Hrvatska - La Croatie militaire. Krajiško društvo u Francuskom Carstvu (1809. – 1813.), sv. I.-II., Zagreb, 1988.
- Hrvati i Srbi u hrvatskim zemljama godine 1861. između etnosa, naroda i nacije, Zagreb, 1989.
- Srbi u Hrvatskoj od 15. stoljeća do naših dana, Zagreb, 1991.
- Srpska i hrvatska povijest i ‘nova historija’, 1991., (jap. prijevod 1999.)
- Protiv rata, Zagreb, 1996.
- Triplex Confinium ili o granicama i regijama hrvatske povijesti 1500. – 1800., Zagreb, 2003.
- Etnos, konfesija, tolerancija, Zagreb, 2004.
- Svetozar Borojević od Bojne (1856. – 1920.): Lav ili Lisica sa Soče., Zagreb, 2006.
- Sinteza srpske povijesti kao izazov hrvatskoj i srpskoj historiografiji i kulturi,  Radovi Zavoda za hrvatsku povijest Filozofskoga fakulteta Sveučilišta u Zagrebu, Vol. 41 No. 1, 2009.
- Drago Roksandić, U NIN-u i Danasu. Zagreb: SKD „Prosvjeta“, 2011.
- Srbi u Hrvatskoj (1989–1991): između lojalnosti, neposlušnosti i pobune, Beograd, 2011.
- Drava u očima jozefinista, 2011.
- "Prosvijećena" modernizacija i tolerancija u Habsburškoj Monarhiji u 18. stoljeću: problemi pristupa - konfliktni koncepti i kontradiktorne prakse, 2014.
- STOJAN JANKOVIĆ NELLA GUERRA DI MOREA OVVERO DEGLI USCOCCHI, DEGLI SCHIAVI E DEl SUDDITI, 2014.
- Triplex Confinium (Tromeđa) kao višerječje, 2015.
- Imperijalni imaginarij „Odanog podanika": Lujo Matutinović o Kraljevstvu Ilirije od Tršćanskog zaljeva do ušća Dunava (1811.), 2017.
- Branka Prpa: Srpski intelektualci i Jugoslavija, 1918-1929 (osvrt Drage Roksandića na knjigu autorice Branke Prpe), 2018